# Chengguan (socken i Kina, Henan, lat 35,04, long 114,44)
Chengguan (kinesiska: 城关, 城关乡) är en socken i Kina. Den ligger i provinsen Henan, i den centrala delen av landet, omkring 78 kilometer nordost om provinshuvudstaden Zhengzhou.
Genomsnittlig årsnederbörd är 681 millimeter. Den regnigaste månaden är juli, med i genomsnitt 182 mm nederbörd, och den torraste är januari, med 4 mm nederbörd.